# Arztwerberecht

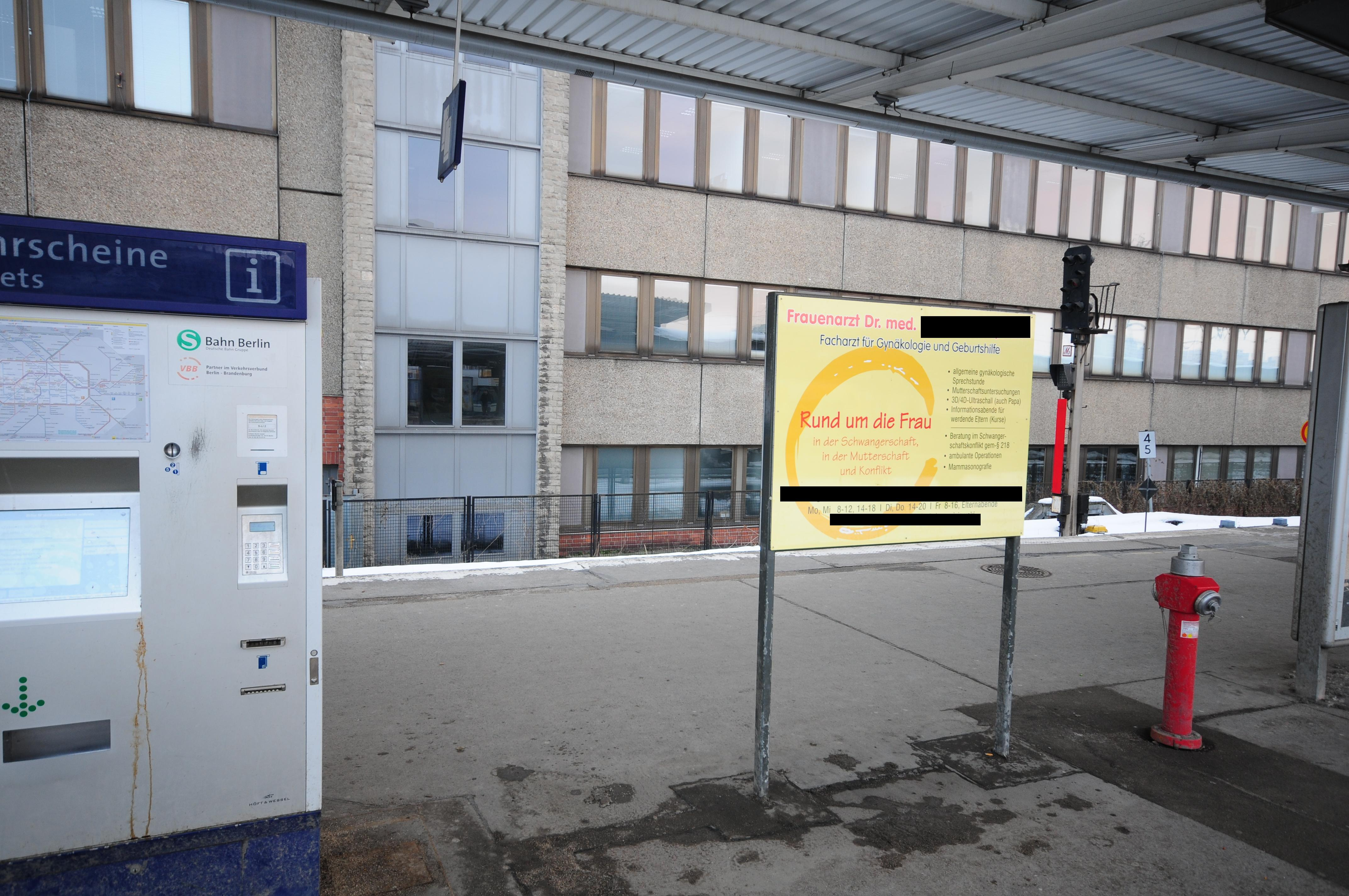
Werbeschild einer Arztpraxis

Das Arztwerberecht in der Bundesrepublik Deutschland ist die Gesamtheit der Bestimmungen, die die Möglichkeiten und Grenzen der Werbung von Ärzten und Zahnärzten regeln. Gesetzliche Grundlagen des Arztwerberechts sind insbesondere die jeweiligen Berufsordnungen der Landes(zahn)ärztekammern in den einzelnen Bundesländern und das Gesetz gegen den unlauteren Wettbewerb (UWG).

## Grundsätze des Werberechts

### Qualifikationen und Tätigkeitsschwerpunkte
Der ärztliche Beruf ist kein Gewerbe, sondern seiner Natur nach ein freier Beruf (§ 1 Abs. 1 Satz 2 Musterberufsordnung der Bundesärztekammer - MBO-Ä; § 2 Abs. 1  Musterberufsordnung der Bundeszahnärztekammer - MBO-ZÄ).
Traditionell war Ärzten daher fast jede Werbung untersagt. Im Zuge der liberalisierenden Rechtsprechung des Bundesverfassungsgerichtes zum Werberecht der Freiberufler wurden die Bestimmungen gelockert. Seit 2002 (105. Ärztetag in Rostock) sind nach § 27 der MBO-Ä sowie der MBO-ZÄ und allen Berufsordnungen der Landes(zahn)ärztekammern „sachliche berufsbezogene Informationen“ gestattet. Diese umfassen insbesondere nach der Weiterbildungsordnung erworbene Bezeichnungen, nach sonstigen öffentlich-rechtlichen Vorschriften erworbene Qualifikationen, als solche gekennzeichnete Tätigkeitsschwerpunkte und organisatorische Hinweise (§ 27 Abs. 4 MBO-Ä).
Berufswidrige Werbung ist dagegen untersagt (§ 27 Abs. 3 MBO-Ä). Berufswidrig ist insbesondere eine anpreisende, irreführende oder vergleichende Werbung (§ 27 Abs. 3 Satz 2 MBO-Ä; § 21 MBO-ZÄ).
Mit diesen weiterhin geltenden Einschränkungen sollen sowohl der Patientenschutz gewährleistet als auch eine dem ärztlichen Selbstverständnis zuwiderlaufende Kommerzialisierung des Arztberufs vermieden werden (§ 27 Abs. 1 MBO-Ä). Weiterhin verboten sind damit z. B. Blickfangwerbung, Superlative, Eigenlob, Hinweise auf Empfehlungsschreiben und Danksagungen, wobei nach Ansicht juristischer Autoren die örtliche Übung und der Adressatenkreis der Werbung berücksichtigt werden soll.
Die neuere Rechtsprechung des Bundesverfassungsgerichts (Stand: 14. Juli 2012) lehnt einschränkende Auslegungen ab. Hiernach sind berufsrechtlichen Regelungen für (Zahn-)Ärzte in verfassungskonformer Weise auszulegen, so das BVerfG. Dabei ist insbesondere im Lichte des Grundrechts der Berufsfreiheit verfassungsrechtlich zu fordern, dass ein Werbeverbot anhand von plausiblen Gründen nachvollziehbar und keineswegs nur pauschal begründet wird. Die Tragweite des Grundrechts auf Berufsfreiheit wird dabei regelmäßig dann verkannt und damit in unzulässiger Weise eingeschränkt, wenn bei der Ermittlung des (Werbe-)Begriffsverständnisses bestimmte, auf der Hand liegende, für die Aussage des Begriffs erkennbar relevante Aspekte entweder gar nicht erörtert werden oder ihre Berücksichtigung mit unvertretbarer Argumentation abgelehnt wird.
Im Zuge der Liberalisierung ist die Unterscheidung zwischen Klinikärzten und niedergelassenen Ärzten inzwischen aufgegeben worden, so dass auch niedergelassene Ärzte im selben Umfang werben dürfen. Auch die im HWG gesetzlich untersagte Selbstdarstellung in Arztkleidung ist nach einem Urteil des Bundesgerichtshof erlaubt. Gewinnspiele sind nach neuerer Rechtsprechung zumindest bei Zahnärzten erlaubt.

### Produktwerbung
Die Mehrzahl der Vorschriften des Heilmittelwerbegesetzes (HWG) reguliert die Werbung für Arzneimittel. Diese und sonstige Werbung für gewerbliche Produkte oder Dienstleistungen ist Ärzten im Zusammenhang mit ihrer Berufstätigkeit schon nach den Berufsordnungen untersagt (§ 27 Abs. 3 S. 4 MBO-Ä). Das HWG ist aber für Ärzte ergänzend von Bedeutung, wenn sie für konkrete Verfahren und Behandlungen zur Erkennung, Beseitigung und Linderung von Krankheiten werben. Daneben werden auch plastisch-chirurgische Eingriffe ohne medizinische Notwendigkeit, also insbesondere Schönheitsoperationen, erfasst (§ 1 Abs. 1 Nr. 2 HWG).

### Schwangerschaftsabbruch
§ 219a Strafgesetzbuchstellte bis 18. Juli 2022 die Werbung für den Abbruch der Schwangerschaft unter Strafe, wobei dessen Absatz 4 seit 2019 Ausnahmen für Ärztinnen und Ärzte, die nur auf die Tatsche hinweisen, dass sie straflose Schwangerschaftsabbrüche vornahmen bzw. auf Informationen zuständiger Behörden, Beratungsstellen oder einer Ärztekammer hinwiesen, vorsah. 
Die Ärztin Kristina Hänel erhob gegen ihre entsprechende strafgerichtliche Verurteilung im Februar 2021 Verfassungsbeschwerde zum Bundesverfassungsgericht.
Am 24. Juni 2022 beschloss der Deutsche Bundestag die Aufhebung des § 219a StGB. Am 8. Juli 2022 passierte die Aufhebung den Bundesrat, ohne dass dieser Einspruch einlegte. Die Aufhebung wurde am 11. Juli vom Bundespräsident ausgefertigt und am 18. Juli 2022 im Bundesgesetzblatt verkündet. Strafgerichtliche Urteile, die aufgrund des § 219a StGB nach dem 3. Oktober 1990 ergangen sind, wurden ebenfalls aufgehoben. Zugleich wurde der Anwendungsbereich des Heilmittelwerbegesetzes (HWG) erweitert um das Verbot der irreführenden Werbung für Schwangerschaftsabbrüche (§§ 1, 3, 14, 15 HWG). Damit will der Gesetzgeber „der Gefahr begegnen, dass nach Aufhebung des § 219a StGB unsachliche oder gar anpreisende Werbung für Schwangerschaftsabbrüche betrieben wird“.

## Internetpräsenz
Ärzte dürfen eine Internetpräsenz haben. Für die Gestaltung ist neben den Vorgaben des Berufsrechts, des Heilmittelwerbegesetz (HGW) und des Gesetzes gegen den unlauteren Wettbewerb (UWG) auch das Telemediengesetz (TMG) zu beachten, außerdem können das Datenschutzrecht (§ 13 TMG, § 33 BDSG), der Medienstaatsvertrag (MStV) für journalistisch-redaktionelle Inhalte sowie Regelungen aus dem Marken- und Namensrecht (Markengesetz, § 12 BGB) und dem Urheberrecht (UrhG; Kunsturhebergesetz) einschlägig sein.

### Pflichtangaben
Zu den berufsrechtlichen Pflichtangaben zählen die Angaben, die gem. § 17 Abs. 4 Satz 1 MBO-Ä auch auf einem Praxisschild gemacht werden müssen.
Das sind
- der Name,
- die (Fach-)Arztbezeichnung,
- die Sprechzeiten
- ggf. die Zugehörigkeit zu einer Berufsausübungsgemeinschaft.

Außerdem bestehen die allgemeinen Informationspflichten (Impressumspflicht) gem. § 5 TMG. Dazu zählen
- der Vor- und Zuname des Anbieters,
- seine postalische Anschrift,
- die Mail-Adresse oder Telefonnummer der Praxis,
- die Rechtsform
- die gesetzliche Berufsbezeichnung (Arzt/Ärztin)
- der Staat, der die Berufsbezeichnung verliehen hat
- die Angabe der zuständigen Landesärztekammer
- die Bezeichnung und Zugänglichmachung der einschlägigen berufsrechtlichen Regelungen
- bei Vertragsärzten die zuständige Kassenärztliche Vereinigung.

Da die Umsätze aus Heilbehandlungen im Bereich der Humanmedizin, die im Rahmen der Ausübung der Tätigkeit als Arzt oder Zahnarzt erbracht werden, umsatzsteuerfrei sind (§ 4 Abs. 1 Nr. 14a UStG), muss keine Umsatzsteuer-Identifikationsnummer angegeben werden, auch keine Steuernummer oder steuerliche Identifikationsnummer.
Die Wahl des Domain-Namens darf weder irreführend noch anpreisend sein.

### Freiwillige Angaben
Berufsrechtlich zulässig sind weitere organisatorische Angaben im Sinne des § 27 Abs. 4 Satz 1 Nr. 4 MBO-Ä, beispielsweise
- zu Sondersprechstunden
- zur Erreichbarkeit außerhalb der Sprechstunde
- zu Urlaubszeiten und zur Vertretung
- und zur Praxisgröße, zu den Praxisräumen und zur Ausstattung, beispielsweise der Barrierefreiheit.

Angaben zur Berufshaftpflichtversicherung gem. § 2 Abs. 1 Nr. 11 DL-InfoV sind bei der Erbringung von Gesundheitsdienstleistungen vom Anwendungsbereich der Dienstleistungs-Informationspflichten-Verordnung (DL-InfoV) ausgenommen (§ 1 DL-InfoV, Art. 2 Abs. 2 lit. f Richtlinie 2006/123/EG über Dienstleistungen im Binnenmarkt).

## Ahndung von Verstößen
Verstöße gegen die Berufsordnungen der Kammern werden von den Berufsgerichten geahndet.
Wettbewerbsrechtlich unzulässige Handlungen begründen Beseitigungs- und Unterlassungsansprüche von Mitbewerbern gem. § 8 UWG.
Wer dem Verbot der irreführenden Werbung gem. § 3 HWG vorsätzlich zuwiderhandelt, wird mit Freiheitsstrafe bis zu einem Jahr oder mit Geldstrafe bestraft (§ 14 HWG). Fahrlässige Verstöße werden als Ordnungswidrigkeit geahndet (§ 15 Abs. 2 HWG). Soweit ein Verstoß gegen das HWG zugleich einen Rechtsbruch im Sinne des § 3a UWG darstellt, bestehen auch wettbewerbsrechtliche Beseitigungs- und Unterlassungsansprüche. Diese können auch im Wege der Verbandsklage geltend gemacht werden.